# Паламед
Паламед в древногръцката митология е син на царя на Евбея Навплий и Климена. Счита се за изобретател на азбуката, цифрите, монетите, вицовете, заровете, фаровия огън и др.
Именно Паламед изобличил Одисей в престорената му лудост, защото не искал да вземе участие в Троянската война. За по-голяма достоверност на мнимата лудост, Одисей започнал да засява нивата си със сол, но Паламед сложил на пътя на ралото, сина му Телемах и Одисей спрял, с което доказал, че е с всичкия си разум. Одисей възненавидил Паламед и впоследствие лъжливо го обвинил в измяна, за което Паламед бил убит с камъни. Навплий отмъстил за смъртта на сина си като поставил лъжливи светлини на неговия остров Евбея и голяма част от ахейския флот, на връщане от Троянската война, загинал.